# 胡戈·约翰松 (帆船运动员)
胡戈·约翰松（瑞典語：Hugo Johnson，1908年2月29日—1983年6月6日），瑞典前男子帆船运动员。他曾代表瑞典参加1948年夏季奥林匹克运动会帆船比赛，联同福尔克·博林和约斯塔·布罗丁获得一枚银牌。